# لیتلبورن
لیتلبورن (به انگلیسی: Littlebourne) یک محله مدنی و روستا در بریتانیا است که در شهر کنتربری واقع شده‌است. لیتلبورن ۸٫۵۲ کیلومتر مربع مساحت و ۱٬۵۲۹ نفر جمعیت دارد.